# Кузнецова, Ксения Николаевна
Ксения Николаевна Кузнецова  (27 февраля 1997, Королёв, Московская область, Россия) — российская спортсменка, мастер спорта по шашкам, Candidat FIDE Arena по шахматам. Специализируется на русских шашках. Ксения начала заниматься шашками в 5 лет. В 6 лет заняла 3 место на Первенстве Московской области по русским шашкам до 10 лет. В 8 лет выполнила разряд Кандидата в мастера спорта.
2007 г. — стала чемпионкой России в командном зачёте по русским и международным шашкам среди девушек до 18 лет.
В этом же году, на чемпионате Европы (г. Запорожье) досрочно завоевала титул чемпионки Европы по шашкам среди девочек до 10 лет, за два тура до окончания. На Чемпионате Мира (г. Сочи) Ксения занимает 1 место среди девочек до 10 лет.
Входит в сборную России среди женщин и девушек.
2014 г. Бронзовый призёр чемпионата России среди женщин. В 2014 на женском Кубке России стала второй в молниеносной программе. На чемпионате России того же года стала третьей в блице.
2016 г. — бронзовый призёр чемпионата России среди женщин.
2018 г. — чемпионка мира в командном зачёте среди женщин, серебряный призёр чемпионата мира среди девушек до 27 лет.
Тренер — мастер спорта Юлия Кузнецова, её мать.